# Голубинский (Белгородская область)
Голубинский — поселок в Алексеевском районе (городском округе, с 2018) Белгородской области, входит в Красненское сельское поселение.

## Описание
Расположено в восточной части области, в 34 км к юго — востоку от районного центра, города Алексеевки.  
| 2002 | 2010 |
| ---- | ---- |
| 41   | ↘16  |

Улицы и переулки
| - ул. Степная |